# Chionomesa
Chionomesa és un gènere d'ocells de la subfamília dels troquilins (Trochilinae) dins la família dels troquílids (Trochilidae).

## Taxonomia
Les espècies que formen aquest gènere eren adés incloses a Amazilia, gènere que es va demostrar polifilètic arran un estudi molecular publicat el 2014.
Aquesta troballa va propiciar que fora ressuscitat el gènere Chionomesa. Avui és separat en dues espècies:
- Chionomesa lactea – colibrí amazília gorjablau.
- Chionomesa fimbriata - colibrí amazília gorjaverd.